# Allison R. Palmer
Allison Ralph Palmer (* 9. Januar 1927 in Bound Brook, New Jersey; † 24. Oktober 2022) war ein US-amerikanischer Paläontologe und Geologe. Er galt als führender Experte für das Kambrium und Trilobitenexperte.
Palmer studierte an der Pennsylvania State University (Bachelor 1946) und der University of Minnesota, wo er 1950 in Geologie promoviert wurde. Danach war er bis 1966 beim United States Geological Survey, wo er sich mit Stratigraphie und Paläontologie des Kambriums befasste. Von 1966 bis 1980 war er Professor für Paläontologie an der State University of New York at Stony Brook (SUNY). Von 1974 bis 1977 war er dort Vorstand der Fakultät für Geowissenschaften. Von 1983 bis 1986 war er Mitglied im nationalen US-Komitee für Geologie und koordinierte von 1980 bis 1993 das Centennial Science Program der Geological Society of America. Ab 1993 lehrte er als Adjunct Professor an der University of Colorado in Boulder.
Palmer war Herausgeber der monumentalen Decade of North American Geology (D-NAG) Reihe, die von der Geological Society of America anlässlich ihres 100-jährigen Bestehens 1988 ins Leben gerufen wurde und die Geologie Nordamerikas in 30 Bänden darstellt.
Er war Fellow der American Association for the Advancement of Science und 1983 Präsident der Paleontological Society. Von 1972 bis 1984 war er Präsident des Komitees der International Stratigraphic Commission für das Kambrium. Er war Fellow der Geological Society of America und erhielt 1992 deren Distinguished Service Medal. Von 1988 bis 1991 leitete er deren Education Program.
1967 erhielt er die Charles Doolittle Walcott Medal.